# Glorified Magnified
Glorified Magnified is het tweede studioalbum van Manfred Mann's Earth Band. Toen dit album verscheen was de band nog niet zo bekend.

## Muzikanten
- Manfred Mann – orgel, mellotron, synthesiser, zang
- Mick Rogers – zang, gitaar
- Chris Slade – drums
- Colin Pattenden – basgitaar

## Muziek
Manfred Mann’s Earth Band speelt zowel heavy rockmuziek (met lange solo’s van gitaar en keyboard) als melodieuze, gevoelige stukken. In hun muziek zitten veel geluidseffecten en tempowisselingen. Ook op het album Glorified Magnified spelen ze vooral stevige rock (onder anderen Meat, Look around en Our friend George). One way glass en 'Ashes to the wind' zijn melodieuze nummers. Het album sluit met de instrumentale titeltrack Glorified Magnified. De band speelt vaak covers van andere artiesten. Op dit album staat It’s all over now, baby blue van Bob Dylan, die dit nummer heeft uitgebracht op zijn album Bringing it all back home (januari 1965). Het is ook door veel andere artiesten opgenomen, waaronder Van Morrison, Joan Baez, Bryan Ferry en Echo and the Bunnymen. Twee tracks van dit album zijn op single uitgebracht: Meat (met als B-kant Glorified Magnified) en It’s all over now baby blue met Ashes to the wind op de B-side).

### Kant een
1. Meat  (Mann) – 4:03
2. Look around (Slade) – 5:10
3. One way glass (Mann, Peter Thomas) – 4:07
4. I'm gonna have you all (Mann) – 5:18

### Kant twee
1. Down home (Rogers) – 3:17
2. Our friend George (Mann) – 3:02
3. Ashes to the wind (Charyl Edmonds, Jonah Thompson) – 2:14
4. Wind (Mann, Rogers, Pattenden, Slade) – 1:58
5. It's all over now, baby blue (Bob Dylan) – 4:26
6. Glorified Magnified (Mann) – 4:40

### Herziene uitgave uit 1999 met twee bonustracks
In 1999 is er een herziene versie van dit album uitgebracht, met twee bonustracks  
1. Meat (singleversie) (Mann) – 3:17
2. It's all over now, baby blue (singleversie) – 3:11

## Album
Dit album is in 1972 opgenomen in de Maximum Sound Studios in Londen (waar meerdere albums van Manfred Mann zijn opgenomen). Het album is uitgebracht in september 1972 op Polydor Records in de Verenigde Staten en op Philips Records in Groot-Brittannië. De plaat is geproduceerd door Manfred Mann en Dave Hadfeld, behalve het nummer It’s all over now baby blue, dat is geproduceerd door Manfred Mann samen met Tom McGuiness. Deze beide mannen hadden in de jaren zestig al samen gespeeld in de band die ook Manfred Mann werd genoemd. Het album Glorified Magnified is in 1987 voor het eerst op Compact Disk verschenen. Bruce Eder, recensent van AllMusic schreef over dit album: Glorified Magnified  is as solid a heavy rock album as you ‘re likely to find from that era and still holds on three decades later. Dit album wordt door AllMusic gewaardeerd met vier sterren (op een maximum van vijf).